# جيمس د. أندرسون
جيمس د. أندرسون (بالإنجليزية: James D. Anderson)‏ هو عالم حيوانات أمريكي، ولد في 16 أغسطس 1930، وتوفي في 20 نوفمبر 1976.